# حشيشة المبارك الفرجينية
حشيشة المبارك الفرجينية (الاسم العلمي:Geum virginianum) هي نوع من النباتات تتبع جنس حشيشة المبارك من الفصيلة الوردية.